# Кусуми, Кохару
Кохару Кусуми (яп. 久住小春 Кусуми Кохару, родилась 15 июля 1992 в префектуре Ниигата, Япония) — японская J-pop певица, модель, сэйю. Бывшая участница группы Morning Musume.

## Биография
В школе была капитаном команды по волейболу.
В 12 лет стала самой молодой сольной дебютанткой в Hello! Project. Кохару присоединилась к группе Morning Musume 1 мая 2005 года по результатам прослушивания, став единственным членом 7-го поколения (последний раз такое было лишь в третьем поколении, когда к группе присоединилась Маки Гото). Процесс прослушивания и её дебют запечатлён в выпусках ТВ передачи Hello! Morning за 2005 год.
Кохару Кусуми входит в команду Metro Rabbits H.P. с её основания в начале 2006.
С 7 апреля 2006 она стала сэйю, озвучившей Кирари Цукисиму, главную героиню аниме Kirarin Revolution (яп. きらりん☆レボリューション).
Кохару также является участницей группы Kira Pika вместе с Май Хагиварой (°C-ute) и группы MilkyWay вместе с Юю Киккавой и Саякой Китахарой. Обе группы были сформированы для аниме «Kirarin Revolution», которое закончилось в марте 2009. Кохару стала регулярной участницей детского шоу Oha Suta на канале TV Tokyo, транслируемого каждый вторник.
В начале 2007 Кохару стала участницей группы «Morning Musume Tanjō 10 Nen Kinentai» (яп. モーニング娘。誕生10年記念隊), созданной к десятилетию Morning Musume. В состав также вошли Каори Иида, Нацуми Абэ, Маки Гото и Риса Ниигаки. Их первый сингл, «Bokura ga Ikiru My Asia»  (яп. 僕らが生きるMy Asia) выпущен 24 января 2007.
В 2009 Кохару вошла в состав ZYX-α (возрожденной группы ZYX), в которую также вошли Риса Ниигаки, Эрика Умэда, Саки Огава, Аяка Вада, Мааса Судо.
19 сентября 2009 Цунку объявил, что 6 декабря 2009 во время последнего концерта Morning Musume’s 2009 Fall Tour: Nine Smile состоится выпуск Кохару из Morning Musume и Hello! Project. В официальном заявлении Кохару сказала, что она решила стать моделью по примеру Умэды Эрики (°C-ute). Позже она заявила, что также хотела бы попробовать другие пути развития карьеры, такие, как комедия. Её выпуск стал первым после двухлетнего перерыва (самый долгий за историю группы).
После выпуска она открыла свой блог, присоединилась к «M-Line», официальному фан-клубу бывших участниц Morning Musume. Она продолжает появляться в Oha Suta и Oha Coro, а также снимается в рекламных роликах, связанных с едой и здоровьем.
В 2010 было заявлено, что Кохару присоединится к группе «Dream Morning Musume» наряду с другими бывшими участницами Morning Musume.

## Дискография

### Синглы
| № | Название                                     | Дата выхода | Продажи первой недели | Продано всего |
| - | -------------------------------------------- | ----------- | --------------------- | ------------- |
| 1 | «Koi☆Kana» (яп. 恋☆カナ)                     | 12.07.2006  | 18,125                | 38,650        |
| 2 | «Balalaika» (яп. バラライカ)                 | 25.10.2006  | 28,132                | 72,709        |
| 3 | «Happy☆彡» (яп. ハッピー☆彡)                 | 02.05.2007  | 27,428                | 57,278        |
| 4 | «Chance!» (яп. チャンス！)                   | 07.11.2007  | 25,223                | 47,057        |
| 5 | «Papancake» (яп. パパンケーキ)               | 16.07.2008  | 12,449                | 20,595        |
| 6 | «Happy☆Happy Sunday» (яп. はぴ☆はぴサンデー) | 04.02.2009  | 9,224                 | 14,468        |

### Альбомы
| № | Название                              | Дата выхода | Продажи первой недели | Продано всего |
| - | ------------------------------------- | ----------- | --------------------- | ------------- |
| 1 | ☆☆☆(Mitsuboshi) (яп. ☆☆☆ (みつぼし) ) | 28.02.2007  | 13,345                | 26,403        |
| 2 | Kirarin Land (яп. きらりん☆ランド )   | 19.12.2007  | 15,835                | 30,803        |
| 3 | Kirari to Fuyu (яп. きらりと冬)       | 17.12.2008  | 7,549                 | 12,571        |

### Фотокниги
| № | Название | Дата релиза       | Издатель ISBN                                    | Описание                                                                                           |
| - | --- | ----------------- | ------------------------------------------------ | -------------------------------------------------------------------------------------------------- |
| 1 | Kusumi Koharu (яп. 久住小春)                                                                                 | 24 марта, 2006    | Wani Books ISBN 978-4-8470-2923-3                | Первая сольная фотокнига                                                                           |
| 2 | Pop (яп. POP 久住小春ソロ写真集)                                                                             | 20 сентября, 2007 | Kadokawa Publishing Group ISBN 978-4-04-894499-1 | Вторая сольная фотокнига                                                                           |
| 3 | Koharu Nikki (яп. 久住小春写真集「小春日記。」)                                                              | 25 июля, 2008     | Wani Books ISBN 978-4-8470-4102-0                | Третья сольная фотокнига                                                                           |
| — | Happy Memorial Photobook (яп. 月島きらり starring 久住小春(モーニング娘。)『ハッピーメモリアル☆フォトブック) | 1 декабря, 2008   | Shogakukan ISBN 978-4-09-132290-6                | Выпущена для Kirarin Revolution, названа Kirari Tsukishima starring Koharu Kusumi (Morning Musume) |
| 4 | Sugar Doll (яп. 久住小春写真集「Sugar Doll」)                                                                | 27 сентября, 2009 | Wani Books ISBN 978-4-8470-4202-7                | Четвёртая сольная фотокнига                                                                        |

### ТВ-шоу
| Шоу                                                                           | Дата начала      | Дата окончания    | Канал    |
| ----------------------------------------------------------------------------- | ---------------- | ----------------- | -------- |
| Hello! Morning (яп. ハロー！モーニング。)                                     | 2005             | 1 апреля, 2007    | TV Tokyo |
| Musume Dokyu! (яп. 娘DOKYU!)                                                  | 4 июля, 2005     | 6 декабря, 2009   | TV Tokyo |
| Oha Suta (яп. おはスタ, в роли Kirari Tsukishima)                             | 2006             | 27 марта, 2009    | TV Tokyo |
| Oha Suta (яп. おはスタ, в роли самой себя)                                    | 28 марта, 2009   | настоящее время   | TV Tokyo |
| Kirarin Revolution (яп. きらりん☆レボリューション, голосом Kirari Tsukishima) | 7 апреля, 2006   | 27 марта, 2009    | TV Tokyo |
| Haromoni@ (яп. ハロモニ@)                                                     | 8 апреля, 2007   | 28 сентября, 2008 | TV Tokyo |
| Chichin Puipui                                                                | 20 февраля, 2009 | 20 февраля, 2009  |          |

### Радио
| Программа                                                                     | Дата начала    | Дата окончания  | Радиостанция |
| ----------------------------------------------------------------------------- | -------------- | --------------- | ------------ |
| TBC Fun Fīrudo Mōretsu Mōdasshu (яп. TBC Funふぃーるど・モーレツモーダッシュ) | 7 ноября, 2005 | 18 ноября, 2005 | TBC          |